# HD 114783
Désignations
HD 114783 est une étoile de la constellation de la Vierge qui possède une exoplanète. Ce système est distant de ∼ 68,7 a.l. (∼ 21,1 pc) de la Terre.
HD 114783 est une étoile naine orange de type spectral K1V. Sa masse est de 0,86 masse solaire.

## Système planétaire
Une planète a été découverte orbitant HD 114783. HD 114783 b est une géante gazeuse, elle fait le tour de son étoile en 501 jours terrestres à 1,25 UA.
| Planète     | Masse             | Demi-grand axe (ua) | Période orbitale (jours) | Excentricité  | Inclinaison | Rayon |
| ----------- | ----------------- | ------------------- | ------------------------ | ------------- | ----------- | ----- |
| HD 114783 b | >1,034 ± 0,089 MJ | 1,169 ± 0,068       | 496,9 ± 2,3              | 0,085 ± 0,033 |             |       |